# マラウイの世界遺産

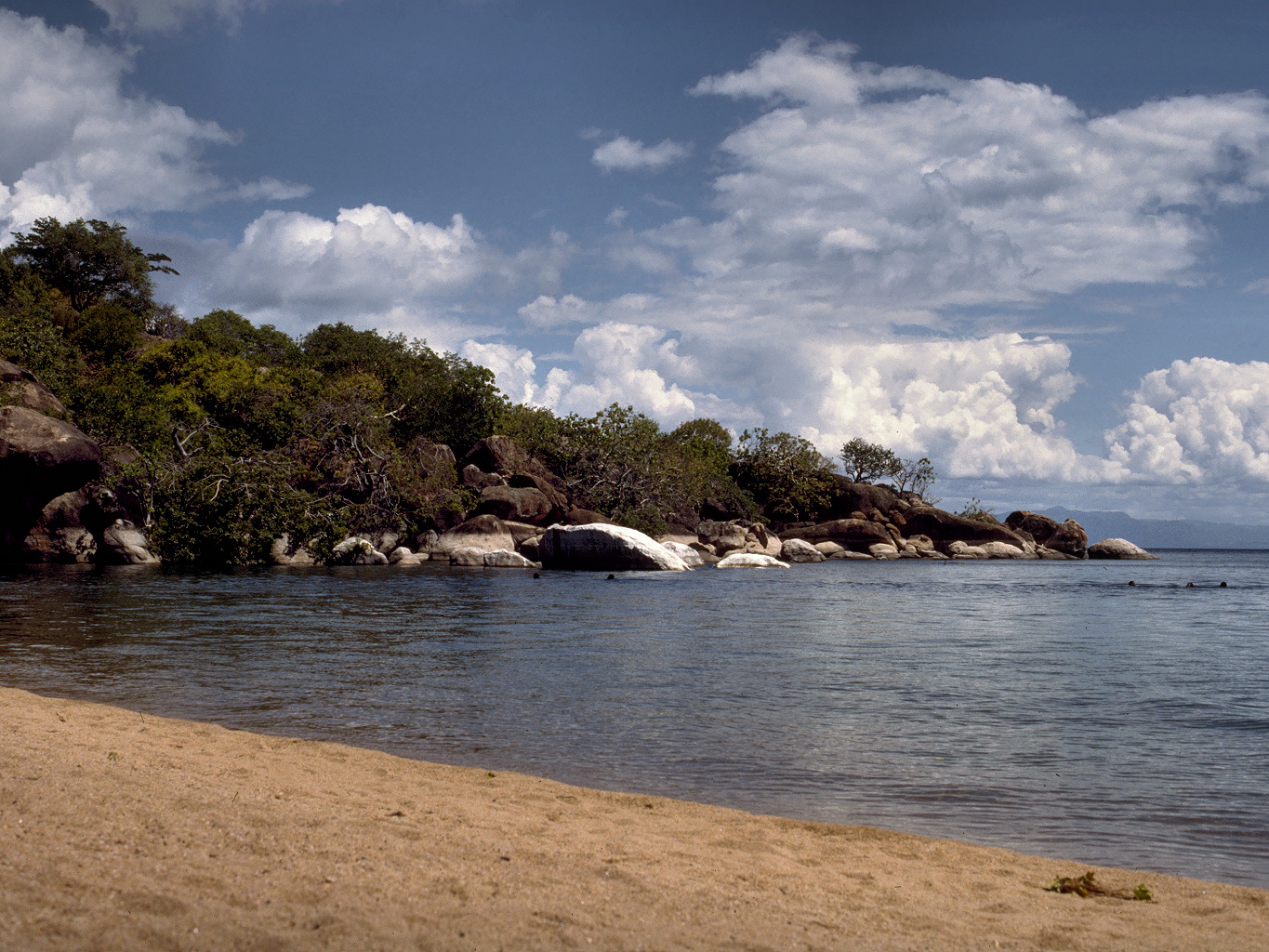
マラウイ湖国立公園

マラウイの世界遺産（マラウイのせかいいさん）はユネスコの世界遺産に登録されているマラウイ共和国の文化・自然遺産の一覧。
※この項目はウィキプロジェクト 世界遺産に準じて作成されています。

## 文化遺産
- チョンゴニの岩絵地域 -（2006年）

## 自然遺産
- マラウイ湖国立公園 -（1984年）

## 複合遺産
なし